# Gugum Gumbira
Gugum Gumbira, né à Bandung (Java occidental, Indonésie), est un compositeur, chef d'orchestre de gamelan et chorégraphe sundanais. Il est connu pour avoir modernisé le jaipongan, musique traditionnelle indonésienne, sous l'impulsion de Soekarno qui avait interdit l'importation de musique occidentale et voulait combler le manque par une musique indonésienne moderne.